# Callicostella oblongifolia
Callicostella oblongifolia là một loài rêu trong họ Pilotrichaceae. Loài này được (Sull.) A. Jaeger mô tả khoa học đầu tiên năm 1877.